# José Ballesta Germán
José Francisco Ballesta Germán, né le 19 juillet 1958 à Murcie, est un homme politique espagnol, membre du Parti populaire. Il est maire de Murcie de 2015 à 2021 et depuis 2023.

## Biographie

### Vie privée
Il est marié et père de quatre enfants.

### Formation et vie professionnelle
Élève de l'université de Murcie, il est docteur en médecine et chirurgie. Professeur de biologie cellulaire à la faculté de médecine, il est vice-recteur de l'université chargé de la recherche et des infrastructures de 1992 à 1994. Quatre années plus tard, en 1998, il devient recteur de l'université. Il occupe son poste jusqu'en 2006 lorsqu'il se tourne vers la politique.

### Vie politique

#### Député et membre du gouvernement régional
Lors des élections régionales de mai 2007, il est élu député à l'Assemblée régionale de Murcie sur les listes du Parti populaire. Il est alors nommé conseiller au gouvernement régional chargé des Chantiers publics, du Logement et des Transports. Avec les élections de 2011, il change d'attributions et est chargé du portefeuille de l'Enseignement supérieur, de l'Entreprise et de la Recherche. Il quitte ses fonctions exécutives en avril 2014.

#### Maire de Murcie
Il est candidat à la mairie de Murcie lors des élections du 24 mai 2015. Sa liste termine première avec 37,60 % des voix et obtient douze conseillers mais perd la majorité absolue. Il est néanmoins élu maire de Murcie le 13 juin suivant par 12 voix pour, 5 abstentions et 12 voix à d'autres candidats grâce à un accord avec Ciudadanos qui avait refusé de soutenir le maire sortant Miguel Ángel Cámara.
Le parti Ciudadanos, qui appartenait à sa majorité, dépose contre lui une motion de défiance en mars 2021, lui reprochant d'être impliqué dans plusieurs scandales. Il était apparu en début d'année que le PP local avait fait bénéficier ses élus et dirigeants des passe-droits dans l'accès à la vaccination contre le Covid-19. La motion est également votée par le PSOE et Podemos, ce qui permet au socialiste José Serrano de lui ravir la mairie.
Lors des élections municipales de 2023, la liste du PP remporte largement le scrutin et obtient la majorité absolue avec 15 sièges sur 29. Le 17 juin, José Ballesta est de nouveau élu maire de Murcie.